# Karl Friedrich Flögel
Karl Friedrich Flögel (Jawor, 3 dicembre 1729 – Ducato di Jawor, 7 marzo 1788) è stato uno storico tedesco.

## Biografia
Dopo aver studiato dal 1748 al 1752 presso il Liceo Ginnasio "Maria Maddalena" di Breslavia, si iscrisse a teologia all'Università di Halle dove ebbe come maestri Siegmund Jakob Baumgarten e Christian Wolff. Nel 1761, fece ritorno nel liceo giovaniale, ma nelle veste di docente. Poco tempo più tardi, fu nominato vicerettore, e, nel 1773, rettore della scuola della nativa Jawor.
Nel 1772, fu eletto co-presidente della Società Reale delle Scienze di Francoforte sull'Oder.
Due anni più tardi, fu nominato professore di filosofia all'Accademia cavalleresca di Legnica, posizione nella quale rimase fino alla morte, sopraggiunta nel 1788.
I suoi scritti in tedesco esercitarono un importante influsso nella cultura germanica dell'epoca.

## Opere
- Einleitung in die Erfindungskunst, Johann Ernst Meyer, Breslavia7Lipsia, 1760.
- Geschichte des menschlichen Verstandes. Breslau 1765 (3ª edizione del 1776), Athenäum-Verlag, 1972, Photomechan. Riproduzione delle edizione di Francoforte sul Meno e di Lipsia.
- Geschichte des gegenwärtigen Zustandes der schönen Literatur in Deutschland, Jawor, 1771.
- Geschichte des Grotesk-Komischen, 1788. 
  - Floegels Geschichte des Grotesk-Komischen bearbeitet, erweitert und bis auf die neueste Zeit fortgeführt von Friedrich W. Ebeling. 4ª edizione (invariata rispetto alla 3ª), Barsdorf, Lipsia 1887.
  - Max Bauer (a cura di), Geschichte des Grotesk-Komischen, Georg Müller, Monaco di Baviera, 1914 (ampliata)
  - Dortmund: Harenberg, Werl, 1862 (ristampa dell'edizione di Lipsia).
- Geschichte der komischen Litteratur [Literatur], Lignica, 1784–87, 4 voll. Ristampa: Hildesheim, New York: Olms, 4 voll. in 2 volumi.
- Geschichte der Hofnarren. Hildesheim, New York: Olms 1977, ristampa delle edizioni di Legnica e Lipsia pubblicate nel 1789.
- Geschichte des Burlesken, Lipsia, 1793. Edizione microfilmata; Monaco di Baviera, Saur o. J. ISBN 3-598-50756-9; ISBN 3-598-50015-7; ISBN 3-598-50035-1.

Come traduttore
- Alexander Gerard (1728–1795), Versuch über den Geschmack. Übersetzung Karl Friedrich Flögel.Ristampa dell'edizione di Breslavia e Lipsia: Meyer, 1766. Bristol: Thoemmes 2001. (The reception of British aesthetics in Germany, a cura di : Heiner F. Klemme und Manfred Kuehn). ISBN 1-85506-899-0.